# Tchula
Tchula es un pueblo del Condado de Holmes, Misisipi, Estados Unidos. Según el censo de 2000 tenía una población de 2.332 habitantes y una densidad de población de 647.8 hab/km².

## Demografía
Según el censo de 2000, había 2.332 personas, 724 hogares y 524 familias residiendo en la localidad. La densidad de población era de 647,8 hab./km². Había 772 viviendas con una densidad media de 214,4 viviendas/km². El 3,43% de los habitantes eran blancos, el 95,93% afroamericanos, el 0,09% amerindios y el 0,56% pertenecía a dos o más razas. El 0,47% de la población eran hispanos o latinos de cualquier raza.
Según el censo, de los 724 hogares en el 38,1% había menores de 18 años, el 21,4% pertenecía a parejas casadas, el 45,4% tenía a una mujer como cabeza de familia y el 27,5% no eran familias. El 25,1% de los hogares estaba compuesto por un único individuo y el 8,8% pertenecía a alguien mayor de 65 años viviendo solo. El tamaño promedio de los hogares era de 3,22 personas y el de las familias de 3,92.
La población estaba distribuida en un 37,9% de habitantes menores de 18 años, un 13,0% entre 18 y 24 años, un 25,1% de 25 a 44, un 14,7% de 45 a 64 y un 9,4% de 65 años o mayores. La media de edad era 24 años. Por cada 100 mujeres había 80,6 hombres. Por cada 100 mujeres de 18 años o más, había 71,5 hombres.
Los ingresos medios por hogar en la localidad eran de 11.571 dólares ($) y los ingresos medios por familia eran 14.773 $. Los hombres tenían unos ingresos medios de 22.250 $ frente a los 16.310 $ para las mujeres. La renta per cápita para la ciudad era de 6.373 $. El 54,4% de la población y el 49,4% de las familias estaban por debajo del umbral de pobreza. El 66,6% de los menores de 18 años y el 55,8% de los habitantes de 65 años o más vivían por debajo del umbral de pobreza.

## Geografía
Según la Oficina del Censo de los Estados Unidos, Tchula tiene un área total de 3,7 km² de los cuales 3,6 km² corresponden a tierra firme y 0,1 km² a agua. El porcentaje total de superficie con agua es 2,11%.